# Marquesado de los Arcos
El marquesado de los Arcos es un título nobiliario español creado por la reina Isabel II de España el 7 de junio de 1850 a favor de Manuel Martínez de Irujo y del Alcázar, hijo del marqués de Casa Irujo.
Un marquesado del mismo nombre había sido concedido, con carácter personal, en 1659 a Juan Fernández de Lima y Sotomayor, I marqués de Tenorio, vizconde de Villanueva de Cerveira y conde de los Arcos en Portugal.

## Marqueses de Los Arcos
|                        | Titular                                       | Periodo                |
| Creación por Isabel II | Creación por Isabel II                        | Creación por Isabel II |
| ---------------------- | --------------------------------------------- | ---------------------- |
| I                      | Manuel Martínez de Irujo y del Alcázar        | 1850-1870              |
| II                     | Carlos Manuel Martínez de Irujo y del Alcázar | 1870-1909              |
| III                    | Luis Martínez de Irujo y Caro                 | 1910-1964              |
| IV                     | María Luisa Martínez de Irujo y Aspe          | 1964-2014              |
| V                      | Luis José Chapa Martínez de Irujo             | 2015-2021              |
| VI                     | Macarena Chapa Galdós                         | 2021-hoy               |

## Historia de los marqueses de los Arcos
- Manuel Martínez de Irujo y del Alcázar, I marqués de los Arcos.[1] Le sucedió:

- Carlos Manuel Mariano Martínez de Irujo y del Alcázar (Londres, 5 de abril de 1846-San Sebastián, 11 de septiembre de 1909), II marqués de los Arcos,[1] III marqués de Casa Irujo, grande de España, y VIII duque de Sotomayor.[3] Fue diputado y senador, caballero de la Orden del Toisón de Oro, caballero de la Orden de Santiago, maestrante de Zaragoza, Gran Cruz de Carlos III, gentilhombre de cámara con ejercicio y servidumbre, sumiller de corps, jefe superior de Palacio y mayordomo de la reina.[4]  Sus padres fueron Carlos Martínez de Irujo y McKean (1802-1855),  II marqués de Casa Irujo.[3][4] y Gabriela del Alcázar y Vera de Aragón (1826-1889), VII duquesa de Sotomayor.[4]

```
Le sucedió su hijo del primer matrimonio:
```

- Luis Martínez de Irujo y Caro (Madrid, 15 de enero de 1886-Madrid, 11 de octubre de 1962), III marqués de los Arcos.[5]

Casó el 8 de mayo de 1922, en México, con Guadalupe Aspe Suinaga.  Le sucedió su hija:
- María Luisa Martínez de Irujo y Aspe, IV condesa de los Arcos.[6]

Casó con Javier de Chapa Galíndez. Le sucedió su hijo:
- Luis José Chapa Martínez de Irujo (m. Madrid, 25 de noviembre de 2020),[7] V conde de los Arcos.[8]

Casó con Mar Galdós Weible. Le sucedió su hija:
- Macarena Chapa Galdós, VI marquesa de los Arcos.[9]